# 大卫·阿兰帕严
大衛·阿蘭帕嚴（俄語：Давид Валерьевич Айрапетян；1983年10月26日—）是俄羅斯的一名拳擊運動員，在2012年夏季奧林匹克運動會拳擊比賽中獲得一枚銅牌。大衛·阿蘭帕嚴在2007年拳擊世錦賽因大比分勝出受到關注。